# Kościół św. Alberta Chmielowskiego w Librantowej
Kościół św. Alberta Chmielowskiego w Librantowej – kościół parafialny (parafii Librantowa) znajdujący się w województwie małopolskim, w powiecie nowosądeckim (gmina Chełmiec).

## Historia i opis
Od roku 1801 Librantowa należała do parafii w Siedlcach – miejscowy proboszcz (z Siedlec) ks. Stanisław Tokarczyk w latach 70. XX w. zaczął czynić pierwsze starania o budowę kościoła. Pozwolenie na budowę kaplicy uzyskano w 1984 r. Władze diecezji tarnowskiej do administratorstwa budowy wyznaczyli ks. Stanisława Żurata, a następnie ks. Stanisława Kumiegę.
Plac pod budowę poświęcono 12 sierpnia 1984 r., a budowa rozpoczęła się dzień później. 18 października 1984 r. został zatwierdzony tytuł kaplicy (pod wezwaniem błogosławionego brata Alberta Chmielowskiego) przez ówczesnego biskupa tarnowskiego Jerzego Ablewicza. Kościół żelbetowy powstał w latach 1983–1987 według projektu Pawła Dygonia.
15 czerwca 1985 r. bp pomocniczy diecezji tarnowskiej Piotr Bednarczyk poświęcił i wmurował kamień węgielny, a 5 czerwca 1988 r. odbyła się konsekracja kaplicy przez tego samego biskupa. 3 listopada 2002 r. z chwilą erygowania parafii przez bpa Wiktora Skworca dotychczasową kaplicę podniesiono do rangi kościoła parafialnego pw. św. Alberta Chmielowskiego.

### Wnętrze kościoła
We wnętrzu kościoła znajduje się obraz św. brata Alberta Chmielowskiego – patrona kościoła (kopia obrazu Leona Wyczółkowskiego). Ołtarz główny tworzy krzyż ze scenami z życia św. brata Alberta, m.in. obraz „Ecce Homo”, a także postać bł. Bernardyny Jabłońskiej (współzałożycielki sióstr albertynek). Ołtarz ten nawiązuje do średniowiecznej tradycji tworzenia nastaw ołtarzowych złożonych z obrazu głównego oraz obrazów bocznych. Nad ołtarzem (ścianą) umieszczono obrazy świętych i błogosławionych pochodzących i związanych z diecezją tarnowską (m.in. pochodzących z Sądecczyzny do której należy Librantowa): bł. Krystyn Gondek, bł. ks. Roman Sitko, św. Urszula Ledóchowska, bł. Maria Teresa Ledóchowska, św. Stanisław Papczyński, św. Kinga, św. Just, św. Andrzej Świerad, św. Benedykt, św. Stanisław Szczepanowski, św. Szymon z Lipnicy, bł. Karolina, bł. Julia Rodzińska, bł. Celestyna Faron, bł. Zbigniew Strzałkowski i bł. ks. Jan Balicki. Witraże dla kościoła zaprojektował Bolesław Szpecht a wykonała Pracownia Anny i Ireneusza Zarzyckich w Krakowie. Na ścianach balkonu chóru znajdują się obrazy Apostołów. W ołtarzu znajdują się relikwię świętych męczenników: Teoduli, Lukrecji i Kolumbana. W marcu 2009 r. zostały poświęcone organy elektryczne przez dziekana dekanatu ks. Andrzej Jeż (obecnie bpa tarnowskiego).

### Otoczenie świątyni
Obok kościoła znajduje się dzwonnica powstała w 2003 r. w której umieszczono cztery dzwony o imionach: Miłosierdzie Boże (Jezu Ufam Tobie), Maryja, św. brat Albert i św. Stanisław, ufundowane przez parafian, wykonane w 2002 r. w Odlewni Dzwonów Felczyńskich w Taciszowie pod nadzorem mgr inż. Zbigniewa Felczyńskiego. Dzwonnica z dzwonami została poświęcona przez bpa Skworca 28 października 2003 r.  Przy kościele umiejscowiony jest pomnik z figurą św. brata Alberta, ufundowany przez parafian w 100. rocznicę śmierci patrona (25 grudnia 2016).